# Oxalis microcarpa
Oxalis microcarpa är en harsyreväxtart som beskrevs av George Bentham. Oxalis microcarpa ingår i släktet oxalisar, och familjen harsyreväxter. Inga underarter finns listade i Catalogue of Life.